# Nito Veiga
 Osvaldo Nito Veiga (Avellaneda, Buenos Aires, Argentina, 25 de junio de 1928 - Avellaneda, Buenos Aires, Argentina, 10 de diciembre de 2004) fue un exfutbolista y entrenador argentino. 

## Trayectoria
En el año 1948 fue campeón como jugador con Independiente. Fue entrenador del propio Independiente y también, entre otras instituciones, de Gimnasia, San Lorenzo, la selección de Bolivia, Blooming de ese país, Emelec, Argentinos Juniors, Almirante Brown, Sportivo Barracas y Berazategui. Descubrió como talento futbolístico a Ricardo Bochini.

## Muerte
Fallece a los 76 años tras permanecer internado en el Hospital Fiorito, en Avellaneda, como consecuencia de varios problemas de salud.
Sus restos fueron inhumados en el Cementerio de Avellaneda.